# Міхаель Педерсен Фрііс
Міхаель Педерсен Фрііс ( дан. Michael Pedersen Friis; 22 жовтня 1857 — 24 квітня 1944) — данський політик, глава уряду країни навесні 1920 року.

## Життєпис
Здобув освіту журналіста. У 1911—1923 був громадським піклувальником Данії. Після послідовних відставок Державних міністрів Зале та Лібе у свою чергу очолив уряд. Його уряд був тимчасовим, необхідним для подолання політичної кризи та проведення виборів.